# 普罗维登斯县
普罗维登斯县（英語：Providence County）是美国羅德島州北部的一個郡，東、北為麻薩諸塞州，西為康乃狄克州，面積1,129平方公里。根據2020年美國人口普查，共有人口66萬741人。縣治普罗维登斯也是州的首府（該州各縣皆無縣政府建制）。1703年成立時稱為普洛威頓斯種植園縣（Providence Plantations County），1729年改為今名。